# کازویا میتاکه
کازویا میتاکه (انگلیسی: Kazuya Mitake؛ زادهٔ ۱۴ اوت ۱۹۵۱) بازیکن والیبال اهل ژاپن بود.